# Enakomerno gibanje
Enakomérno gíbanje je takšno gibanje, pri katerem se hitrost telesa s časom ne spreminja ne po velikosti in ne po smeri, pospešek je torej enak nič. Zgled za enakomerno gibanje je premo enakomerno gibanje. Takemu gibanju lahko rečemo tudi nepospešeno gibanje.
{\displaystyle v=konst.}
Gibanje opisuje veja mehanike, imenovana kinematika.
Primeri enakomernega gibanja so: kazalec na uri, padanje padalca, vožnja avtomobila z enako (nespremenjeno, konstantno) hitrostjo ...